# Hamburger Tor

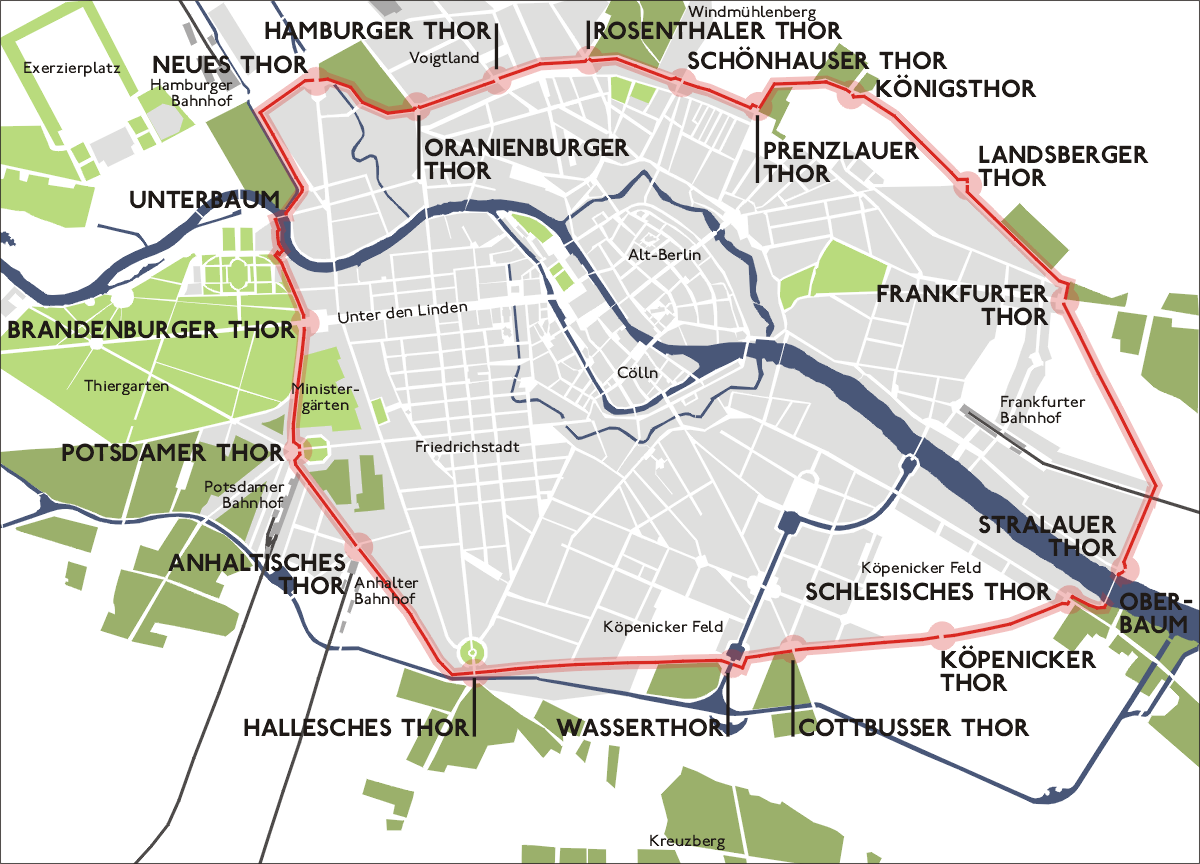
Die Berliner Zoll- und Akzisemauer, um 1855

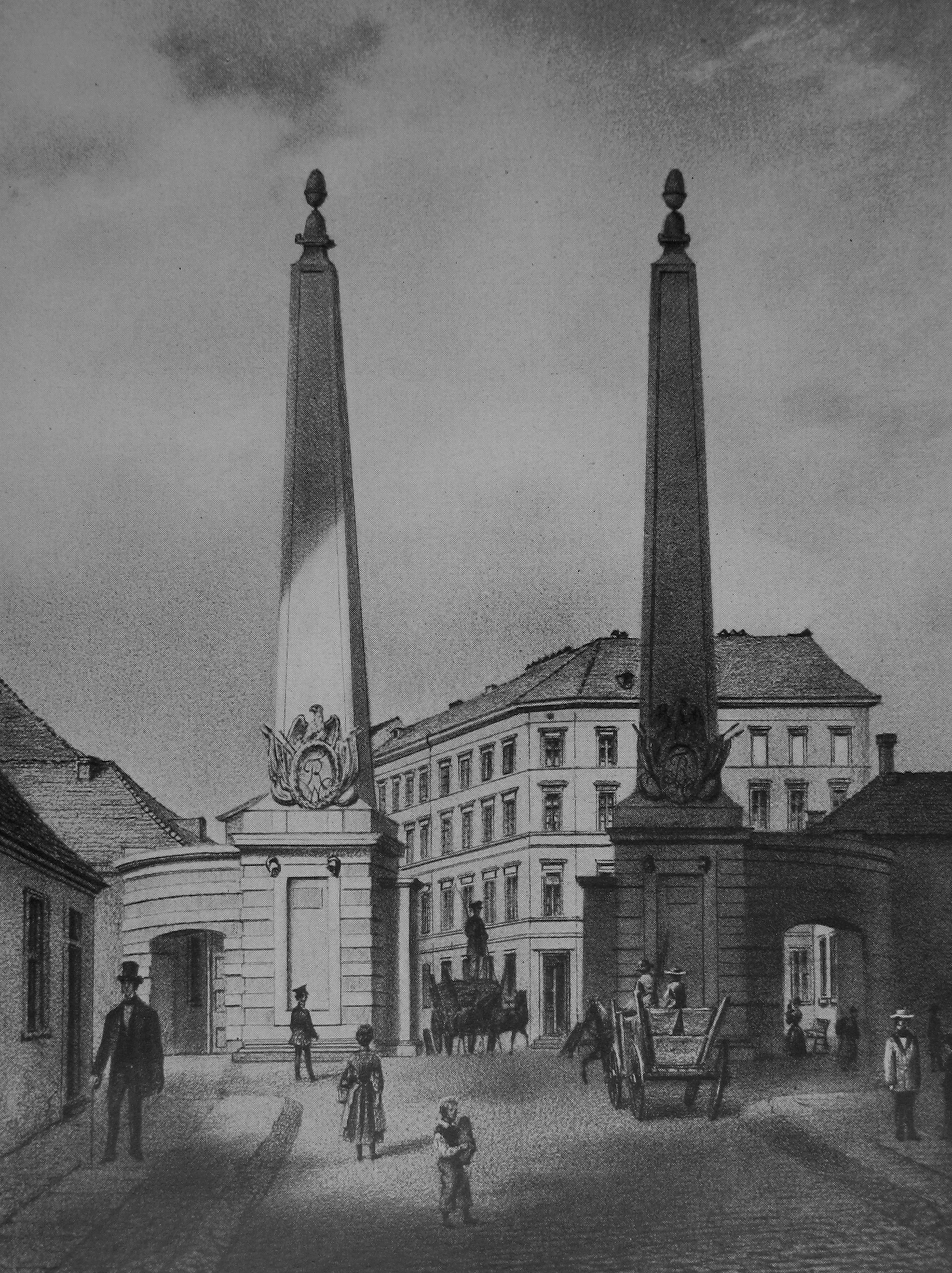
Hamburger Tor, um 1860

Das Hamburger Tor war eines der vier Tore, die auf der Berliner Seite der unter Friedrich Wilhelm I. ab 1732 erbauten Berliner Zoll- und Akzisemauer aus der Spandauer Vorstadt hinaus führten.

## Geschichte
Die Errichtung der Akzisemauer bedeutete die größte Stadterweiterung Alt-Berlins, wobei die Wallanlagen abgetragen wurden, um eine bessere Verbindung zwischen Innenstadt und den Neu- und Vorstädten zu schaffen. Der Mauerring umschloss auf der Berliner Seite auch die nördlich der Altstadt gelegene, dichtbesiedelte Spandauer Vorstadt.
Die Infrastruktur der Spandauer Vorstadt wurde bestimmt von den Ausfallstraßen nach Spandau (Oranienburger Tor), Neuruppin – Hamburg (Hamburger Tor), Rosenthal (Rosenthaler Tor) sowie nach Pankow (Schönhauser Tor). Ab Mitte des 18. Jahrhunderts entstand zwischen Hamburger Tor und Oranienburger Tor die Äußere Spandauer Vorstadt. Kern dieses Gebietes war die Kolonie „Neu-Vogtland“ mit den ersten Berliner Mietskasernen.
Die zuerst aus Palisaden bestehende Akzisemauer wurde auf der berlinischen Seite ab 1787 durch eine massive, zur besseren Abrundung des Gebietes teilweise begradigte Steinmauer ersetzt. In den 1860er Jahren begann der Abriss der Stadtmauer, der sich bis in die 1880er hinzog und auch vor den städtebaulich reizvollen Torbauten nicht Halt machte. Von den zehn Toren dieses Abschnitts blieb nur das Neue Tor der Friedrich-Wilhelm-Stadt stehen.